# Pentarki

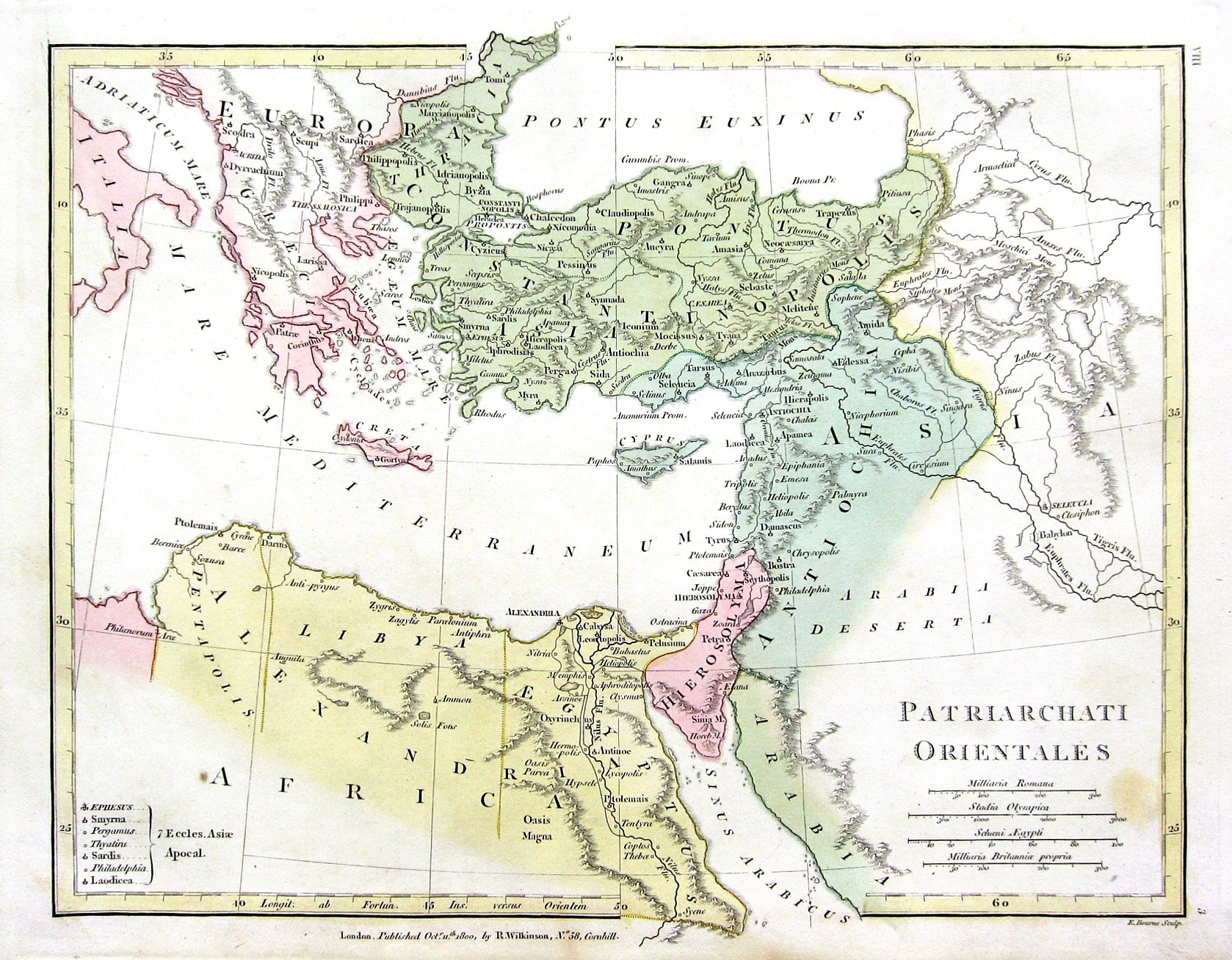
Karta över Justinianus I pentarki, inklusive det mesta av motsvarande moderna Grekland under Rom.

Pentarki (från grekiska Πενταρχία, Pentarchia från πέντε pente, "fem", och ἄρχω archo, "bestämmande") är en term inom kristendomens historia avseende idén om ett universellt bestämmande bland de kristna genom överhuvuden (eller patriarker) av fem huvudsakliga episkopala säten inom Romerska imperiet: Rom, Konstantinopel, Alexandria, Antiochia och Jerusalem.